# Siphona fuliginea
Siphona fuliginea är en tvåvingeart som beskrevs av Louis-Paul Mesnil 1977. Siphona fuliginea ingår i släktet Siphona och familjen parasitflugor.
Artens utbredningsområde är Madagaskar. Inga underarter finns listade i Catalogue of Life.